# 서정희 (양궁 선수)
서정희(1985년 ~ )는 대한민국의 전 컴파운드 양궁 선수이다.